# كارولينا كوسيه
كارولينا كوسيه (مواليد 25 ديسمبر 1962) هي سياسية من الأوروغواي، شغلت منصب وزيرة الصناعة، الطاقة والتعدين من 2015 حتى 2019.